# 大串博志
大串 博志（おおぐし ひろし、1965年8月31日 - ）は、日本の政治家、大蔵・財務官僚。立憲民主党所属の衆議院議員（7期）、立憲民主党選挙対策委員長（第3代）、立憲民主党代表代行（党務総括）、令和6年能登半島地震・豪雨災害対策本部本部長代行。
内閣総理大臣補佐官（野田第3次改造内閣）、内閣府大臣政務官（野田内閣・野田第1次改造内閣・野田第2次改造内閣）、復興大臣政務官（野田第1次改造内閣・野田第2次改造内閣）、財務大臣政務官（鳩山由紀夫内閣・菅直人内閣）、旧立憲民主党幹事長代理、民進党政務調査会長（第2代）、民主党佐賀県連代表、衆議院懲罰委員長を歴任した。

## 来歴
佐賀県杵島郡有明町生まれ。佐賀大学教育学部附属中学校、佐賀県立佐賀西高等学校、東京大学法学部卒業。大学卒業後、大蔵省入省。理財局総務課に配属。主に財政投融資を担当する。1991年にカリフォルニア大学ロサンゼルス校ビジネススクールに留学して経営学修士を取得した。のちに長野県諏訪税務署長や国際通貨基金日本理事室審議役、財務省主計局主査を歴任する。
在インドネシア大使館一等書記官在任中に、アジア通貨危機に対応するため白石隆京都大学教授、浅沼信爾一橋大学教授、伊藤隆敏東京大学教授らインドネシア経済政策支援プロジェクトの事務局を中尾武彦国際局開発政策課長らと担い、インドネシア支援にあたった。金融庁監督局銀行第一課銀行監督調整官等の役職などを歴任。

### 衆議院議員へ

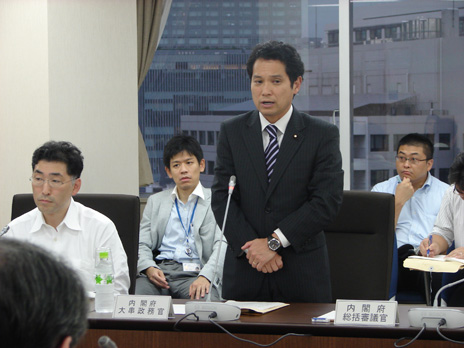
2011年9月22日、内閣府大臣政務官として統計委員会で委員に挨拶を行う大串

2005年、財務省を退官。同年、民主党佐賀県総支部連合会副代表に就任し、佐賀2区で同党の公認を受ける。第44回衆議院議員総選挙に民主党公認で佐賀2区から立候補したが、郵政民営化法案の採決で反対票を投じたため自由民主党の公認を得られず無所属で立候補した今村雅弘に、約15,000票差で敗北するも重複立候補していた比例九州ブロックで復活し、初当選した。2007年2月に民主党佐賀県連代表に就任するも、同年7月に辞任し、翌月に再び副代表に就任する。
2009年5月11日、小沢一郎が民主党代表辞任を表明。小沢の辞任に伴う代表選挙（5月16日投開票）では岡田克也の推薦人に名を連ねた。同年8月の第45回衆議院議員総選挙で、自民党に復党していた今村を佐賀2区で破り、初めて選挙区で当選した。同年、鳩山由紀夫内閣で財務大臣政務官に任命され、菅直人内閣まで務める。
2011年3月に「日本のグランド・デザイン」研究会（玄葉グループ）の結成に参加した。5月に民主党所属の佐賀県議会議員や佐賀市議会議員が、各議会において民主党系会派から離脱した責任を取り、佐賀県連副代表を辞任する意向を表明（県連代表の原口一博も辞意を表明）したが、県連常任委員会では辞任が認められなかった。9月に野田内閣で内閣府大臣政務官（国家戦略、社会保障と税の一体改革、経済財政、科学技術、宇宙開発、国際平和協力業務等）に任命され、翌年2月の野田第1次改造内閣から復興大臣政務官を兼務する（内閣府大臣政務官も方も担当が一部変わり科学技術、宇宙開発などを退任。新たに行政改革、公務員制度改革、行政刷新などが担当に加わる）。2012年10月に野田第3次改造内閣で内閣総理大臣補佐官（重要政策に関する省庁間調整担当）に起用された。
2012年12月の第46回衆議院議員総選挙で、佐賀2区で前回下した今村に敗れたが、重複立候補していた比例九州ブロックで復活し、3選。2013年7月に行われた第23回参議院議員通常選挙大敗の責任をとり辞任した原口一博の後任として、民主党佐賀県連代表に就任した。
2014年12月の第47回衆議院議員総選挙で、佐賀県知事を辞職して立候補した自民党新人の古川康に佐賀2区で大敗したが、区割り変更による事情を考慮し比例単独1位に優遇されていたため、比例復活により4選される。
古川の辞職に伴う佐賀県知事選挙は2015年1月11日に行われ、大串は大学時代の同級生である元総務省職員の山口祥義を支援した。知事選には、古川と同じ総務省出身で古川から後継指名を受けた前武雄市長の樋渡啓祐も立候補したが、山口が初当選した。
2016年3月に民主党・維新の党の合流により結党した民進党に参加し、党政務調査会長代理に就任。同年9月15日の民進党代表選挙では蓮舫の推薦人に名を連ねた。蓮舫が代表に選出されると、政調会長代理から昇格する形で民進党政務調査会長に起用された。
2017年10月22日の第48回衆議院議員総選挙で希望の党公認で佐賀2区から立候補し、自民党の古川を約6,800差で破り5選される。古川も比例復活する。11月の希望の党共同代表選挙に立候補して14票を獲得したが、39票を獲得した玉木雄一郎に敗れた。選挙後の11月14日に、新執行部人事の承認を諮る両院議員総会で辞任を表明した小池百合子代表が玉木を後継指名した際に、代表の交代について事前の周知がなく「ブラックボックス」的だと批判して承認の拍手を拒否し、党の役職にも就かなかった。
2018年5月に民進党と希望の党の合流に伴い発足した国民民主党に参加せず、同じく希望の党から国民民主党に参加しなかった田嶋要、本村賢太郎とともに旧民進党系の無所属議員の会派である無所属の会に加入した。2019年1月15日に無所属の会から立憲民主党会派に移籍した。
2019年9月24日、立憲民主党と国民民主党などの合同会派結成に伴い、立憲民主党に入党する。
2021年10月31日の第49回衆議院議員総選挙に立憲民主党公認で佐賀2区から立候補。古川を破り6選（古川は比例復活で当選）。
2022年8月26日、立憲民主党の新執行部が発足し、選挙対策委員長に就任した。2024年9月24日より党代表代行（党務総括）を兼務。幹事長には小川淳也が就任したが、党幹部の一人は、「大串氏が幹事長に代わり、党務全般の責任を持つことになる」との見方を示した。
2024年10月27日の第50回衆議院議員総選挙で7選。

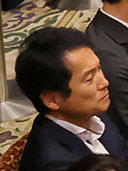
2025年6月11日、国家基本政策委員会合同審査会にて)

## 政策・主張

### 憲法問題
- 憲法改正について、2017年のアンケートでは「どちらとも言えない」と回答[34]。2021年のアンケートでは「どちらかといえば反対」と回答[35]。
- 憲法9条への自衛隊の明記について、2021年のアンケートで「反対」と回答[36]。
- 集団的自衛権の行使を禁じた内閣法制局の憲法解釈の見直しについて、2012年のアンケートで「反対」と回答[37]。集団的自衛権を巡る憲法解釈変更について、2014年、「現在の安全保障上、ニーズが高まっているのは理解できる」とした上で、国民的な議論の積み重ねが必要と主張[38]。
- 安全保障関連法の成立について、2017年のアンケートで「評価しない」と回答[34]。

### ジェンダー問題
- 選択的夫婦別姓制度の導入について、2017年のアンケートでは「どちらかといえば賛成」と回答[34]。2021年のアンケートでは「賛成」と回答[35]。
- 男女同数をめざして女性の政治参画が進んでいけば、選択的夫婦別姓の問題は大きく進む、と2017年に発言[39]。
- 同性婚を可能とする法改正について、2021年のアンケートで「賛成」と回答[36]。
- 「LGBTなど性的少数者をめぐる理解増進法案を早期に成立させるべきか」との問題提起に対し、「賛成」と回答[35]。
- クオータ制の導入について、2021年のアンケートで「どちらかといえば賛成」と回答[36]。

### その他
- 「原子力発電への依存度について今後どうするべきか」との問題提起に対し、2021年のアンケートで「ゼロにすべき」と回答[36]。
- アベノミクスについて、2017年のアンケートで「評価しない」と回答[34]。
- 安倍内閣による森友学園問題・加計学園問題への対応について、2017年のアンケートで「評価しない」と回答[34]。
- 日本の核武装について「将来にわたって検討すべきでない」としている[37]。
- 女性宮家の創設に賛成[37]。
- 日本の環太平洋戦略的経済連携協定（TPP）参加に反対[37]。
- 九州新幹線 (西九州ルート)に対しては建設に慎重[40]。
- 2019年度の100兆円を超える予算案に疑問を持ち、財政の健全化を求めている[41]。

## 活動
- NBCラジオ佐賀でレギュラー番組「大串ひろしのよかとこ佐賀」のパーソナリティを勤めている[42]。
- 2007年6月、刺殺された指定暴力団九州誠道会系鶴丸組組長・鶴丸善治の葬儀に参列し、住所氏名を記帳。1万円の香典を出したうえで焼香を行った[43]。鶴丸組長の実弟が当時久保田町議会副議長を務めており、自民系の県議1名と市議2名が通夜に参列したことを聞いて判断が甘くなったと釈明した[44]。翌月に県連代表を引責辞任した[45]。
- 2008年（平成20年）3月26日、国鉄労働組合のJR採用差別闘争の院内集会に参加し、連帯の挨拶を行った[46]。
- 2010年1月、石川知裕衆議院議員（当時）の逮捕を受け、同期当選の議員で構成される石川知裕代議士の逮捕を考える会に、政府の一員である財務大臣政務官在任中に参加した。1月25日の衆議院予算委員会で自民党の大村秀章から、同会の設立について「民主党の2期生の国会議員がこうした検察の動きを牽制するために、検察批判を先頭に立ってやるためにつくった会だというふうに報道されています」と追及を受けた際は、「私は、同期会、同期で話し合う場ということで声がかかったので行きました。会の始まりのあいさつが終わるときにそこを出ました。以後、その場にはおりませんでした」と答弁した[47]。。
- 2020年6月11日に、持続化給付金の支給事務を受託した一般社団法人「サービスデザイン推進協議会」の職員に事前の面会約束をせずに訪問して聴取を要望するが、警備員に制止された[48]。

## 旧統一教会との関係
ジャーナリストの鈴木エイトが作成した「旧統一教会関連団体と関係があった現職国会議員168人」によれば、旧統一教会関連団体との関係について、2015年から2019年にかけて、教団関連イベントに秘書が3回代理出席して祝電を打っていたとされる。

## 政治資金パーティー
2024年5月20日、大串が選対委員長を務める立憲民主党は、自民党の政治資金パーティー収入の裏金問題を受け、政治資金パーティーを全面的に禁止し、違反した場合は罰則を科すとした法案を提出。一方、23日には大串が翌月17日に東京都内で政治資金パーティーの開催を予定していると明らかにし、「私たちの法案は、政治全体で政治資金パーティーをやめようというもので、法律が成立すれば行わない。その間に個人で行うことはありえるスタンスであり、その考え方に沿ったものだ」と述べ、法案が成立するまでは、開催は制限されないという認識を示した。政治資金パーティーを巡っては、同党幹事長の岡田克也も実施する考えを示していたが、「言動不一致」との批判の高まりを受け25日に大串・岡田は政治資金パーティーの開催中止を発表した。

## 人物
- 家族は、妻、一男・一女[4]。
- 趣味は、テニス・ランニング・読書・漫才[4]。

## 所属団体・議員連盟
- 国際連帯税創設を求める議員連盟
- たばこ産業政策議員連盟[53]
- JR連合国会議員懇談会
- 石川知裕代議士の逮捕を考える会
- 休眠預金活用推進議員連盟[54]

## 選挙歴
| 当落 | 選挙                   | 執行日         | 年齢 | 選挙区      | 政党       | 得票数     | 得票率 | 定数 | 得票順位 /候補者数 | 政党内比例順位 /政党当選者数 |
| ---- | ---------------------- | -------------- | ---- | ----------- | ---------- | ---------- | ------ | ---- | ------------------ | ---------------------------- |
| 比当 | 第44回衆議院議員総選挙 | 2005年09月11日 | 40   | 佐賀県第2区 | 民主党     | 5万1299票  | 32.22% | 1    | 2/4                | 7/7                          |
| 当   | 第45回衆議院議員総選挙 | 2009年08月30日 | 43   | 佐賀県第2区 | 民主党     | 8万6098票  | 51.41% | 1    | 1/3                | /                            |
| 比当 | 第46回衆議院議員総選挙 | 2012年12月16日 | 47   | 佐賀県第2区 | 民主党     | 6万3208票  | 45.28% | 1    | 2/3                | 1/3                          |
| 比当 | 第47回衆議院議員総選挙 | 2014年12月14日 | 49   | 佐賀県第2区 | 民主党     | 8万2383票  | 40.13% | 1    | 2/3                | 1/3                          |
| 当   | 第48回衆議院議員総選挙 | 2017年10月22日 | 52   | 佐賀県第2区 | 希望の党   | 10万5921票 | 49.74% | 1    | 1/3                | /                            |
| 当   | 第49回衆議院議員総選挙 | 2021年10月31日 | 56   | 佐賀県第2区 | 立憲民主党 | 10万6608票 | 52.05% | 1    | 1/2                | /                            |
| 当   | 第50回衆議院議員総選挙 | 2024年10月27日 | 59   | 佐賀県第2区 | 立憲民主党 | 9万5581票  | 51.16% | 1    | 1/4                | /                            |